# Colitose
Le colitose (ou GDP-colitose) est un didésoxysucre-3.6. Dérivé du mannose, il est produit par certaines bactéries. C'est un constituant du lipopolysaccharide.

## Rôle biologique
La colitose est présente dans l'antigène O de certaines bactéries à Gram négatif telles que Escherichia coli, Yersinia pseudotuberculosis, Salmonella enterica, Vibrio cholerae, et dans des bactéries marines telles que Pseudoalteromonas sp (en),. Ce sucre a été isolé pour la première fois en 1958, et a ensuite été synthétisé par voie enzymatique en 1962.

## Biosynthèse

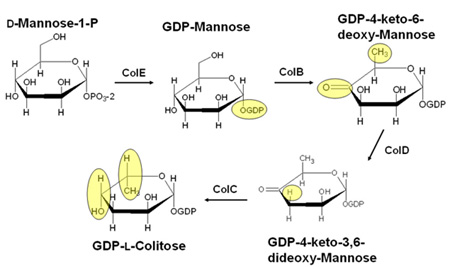
La voie de biosynthèse du GDP-L-colitose. Pour plus de clarté, les groupes modifiés par l'étape enzymatique précédente sont colorés en jaune.

La biosynthèse du colitose commence avec ColE, une mannose-1-phosphate guanylyltransférase qui catalyse l'ajout d'un fragment GMP au mannose, produisant le GDP-mannose. Dans l'étape suivante, ColB, une enzyme déshydrogénase-réductase à chaîne courte dépendante du NADP, catalyse l'oxydation en C-4 et l'élimination du groupe hydroxyle en C-6. Le produit résultant, GDP-4-keto-6-deoxymannose, réagit ensuite avec l'enzyme dépendante du PLP GDP-4-keto-6-deoxymannose-3-dehydratase (ColD), qui élimine l'hydroxyle en C-3 d'une manière similaire à celle de la sérine déshydratase. Dans la dernière étape, le produit de ColD, GDP-4-keto-3,6-didésoxymannose, réagit avec ColC, ce qui réduit la fonctionnalité cétone en C-4 en un alcool et inverse la configuration autour de C-5. 
Le produit résultant, GDP-L-colitose, est ensuite incorporé dans l'antigène O par des glycosyltransférases et des protéines de traitement de l'antigène O. D'autres réactions joignent l'antigène O au polysaccharide central pour former le lipopolysaccharide complet.

### GDP-4-céto-6-désoxymannose-3-déshydratase (ColD)
La ColD est une enzyme dépendante du PLP responsable de l'élimination du groupe hydroxyle C-3' lors de la biosynthèse du GDP-colitose. C'est un produit des gènes Wbdk ou ColD chez Escherichia coli O55 ou Salmonella enterica, respectivement, et est communément appelé ColD. 

## Utilisation en biotechnologie
Bien que le sucre soit relativement rare, des travaux récents sur les glycosyltransférases suggèrent que des sucres obscurs tels que le colitose peuvent être incorporés dans des échafaudages de produits naturels existants, créant ainsi de nouveaux composés potentiellement thérapeutiques. 